# Привилегированная акция
Привилегированная акция — акция, с одной стороны, обладающая специальными правами, и, с другой, на ряд прав которой наложены специальные ограничения. В мировой практике, как правило, номинальная стоимость привилегированных акций не должна превышать 25 % от уставного капитала акционерного общества.

## Общие данные
В зависимости от национального законодательства и политики в отношении привилегированных акций, прописанной в уставе конкретной компании, привилегированные акции могут обладать следующими характеристиками:
- дают право на получение твёрдого фиксированного дохода (в отличие от обыкновенной акции, дивиденд по которой колеблется в зависимости от прибыли акционерного общества). Такое право предусматривается, например, в Программе приватизации в России.
- дают право на первоочередную выплату дивидендов в случае, если правлением компании принимается решение об их выплате. Если же акция при этом является кумулятивной (накопительной), то её владельцу выплачиваются дивиденды не только за текущий год, но и за все предыдущие годы, когда дивиденды не выплачивались.
- не даёт прав на участие в управлении компанией или же существенно их ограничивает (например, акция может не давать права участвовать в голосовании акционеров). Тем не менее обычно предполагается, что акционеры, владеющие привилегированными акциями, образуют самостоятельную страту акционеров, имеющую право вето на определённые решения компании (например, о слияниях и поглощениях).
- даёт право на первоочередной (по отношению к владельцам обыкновенных акций) возврат вложенных денежных средств (номинальной стоимости акции) в случае ликвидации компании
- иногда даёт право на выкуп акций (в размере номинальной стоимости акций) до истечения срока их погашения.

На жаргоне специалистов фондового рынка часто именуется «преф» (от англ. Preferred stock).